# Paul Bohannan
Paul James Bohannan (* 5. März 1920 in Lincoln, Nebraska; † 13. Juli 2007 in Visalia, Kalifornien) war ein US-amerikanischer Anthropologe und Religionswissenschaftler. Zusammen mit seiner Frau Laura Bohannan erforschte er Gesellschaft und Religion der Tiv in Zentralnigeria.
Er war Dozent für Anthropologie in Oxford, an der Princeton University und von 1959 bis 1975 an der Northwestern University, wo er den Studiengang Economic Anthropology etablierte. 
Danach wechselte er an die University of California, Santa Barbara und war zuletzt Emeritus Professor für Anthropologie an der University of Southern California. Paul Bohannan war Präsident der African Studies Association. Seit 1970 war er gewähltes Mitglied der American Philosophical Society.